# Joan Cadevall i Diars
Joan Cadevall i Diars (Castellgalí, Bages 1846 – Terrassa, Vallès Occidental, 1921) fou un botànic i geògraf català.

## Biografia
Amb una àmplia formació científica, llicenciat en Ciències Exactes (1869), llicenciat en Ciències Naturals (1871) i doctorat en 1873, es va dedicar a l'ensenyament a Terrassa on fou director del Reial Col·legi Terrassenc entre 1873 i 1901, any en què el col·legi passà a mans de l'orde religiós de Calassanç, i el Dr. Cadevall i els seus col·laboradors van passar a l'Escola Municipal d'Arts i Oficis, que s'havia fundat el 1886 per iniciativa seva, i a l'Escola Elemental d'Indústries que el 1904 estrenarien la seu de l'Escola Industrial de Terrassa.
El doctor Cadevall es va integrar plenament a la societat terrassenca, va participar en la fundació de l'assemblea local de la Creu Roja (1893) de la que fou president-fundador fins al 1903; entre 1897 i 1900 fou president de la Cambra Oficial de Comerç i Indústria de Terrassa, també va ser director del Centre Meteorològic de Terrassa i membre del Centre Excursionista de Terrassa.
Joan Cadevall ha passat a la història com a botànic. El 1897 publica La Flora del Vallès, que ja havia llegit el 23 de gener de 1893 a una sessió de l'Acadèmia de Ciències i Arts de Barcelona. El 1900 publicà Apuntes de Botánic adreçat als estudiants de batxillerat, el 1905 rebé la medalla d'or de la Societat Internacional de Geografia i Botànica i el 1907 publicà Botànica Popular que és una obra amb intencions divulgatives. El 1908 es començà a publicar la Geografia General de Catalunya, la primera geografia del país amb criteris científics, dirigida per en Francesc Carreras i Candi i a la qual Cadevall va col·laborar a la part de la botànica. La seva obra cabdal és La Flora de Catalunya, obra important en la història de la botànica catalana. El primer volum va publicar-se entre 1913 i 1915, el segon entre 1915 i 1919, el tercer entre 1919 i 1931, el quart el 1932, el cinquè el 1933 i el sisè i darrer el 1937.
En els volums 4,5 i 6, publicats després de la seva mort, va intervenir el botànic Pius Font i Quer introduint algunes correccions, adaptant l'escrit original a les normes de Pompeu Fabra i Poch i els noms científics a les normes del Congrés Internacional de Botànica de Viena. En botànica se'l cita com a autoritat taxonòmica amb l'abreviatura Cadevall. L'Institut d'Estudis Catalans va crear el premi Joan Cadevall en el seu honor per premiar el «millor estudi sobre ciències naturals (preferentment botànica) referent a Catalunya o algunes de les seves comarques».
Com a geògraf destaca per la seva Geografia física, descriptiva i històrica del Vallès, que constitueix la primera monografia comarcal del país.